# St. Josef der Bräutigam (Steinbach)

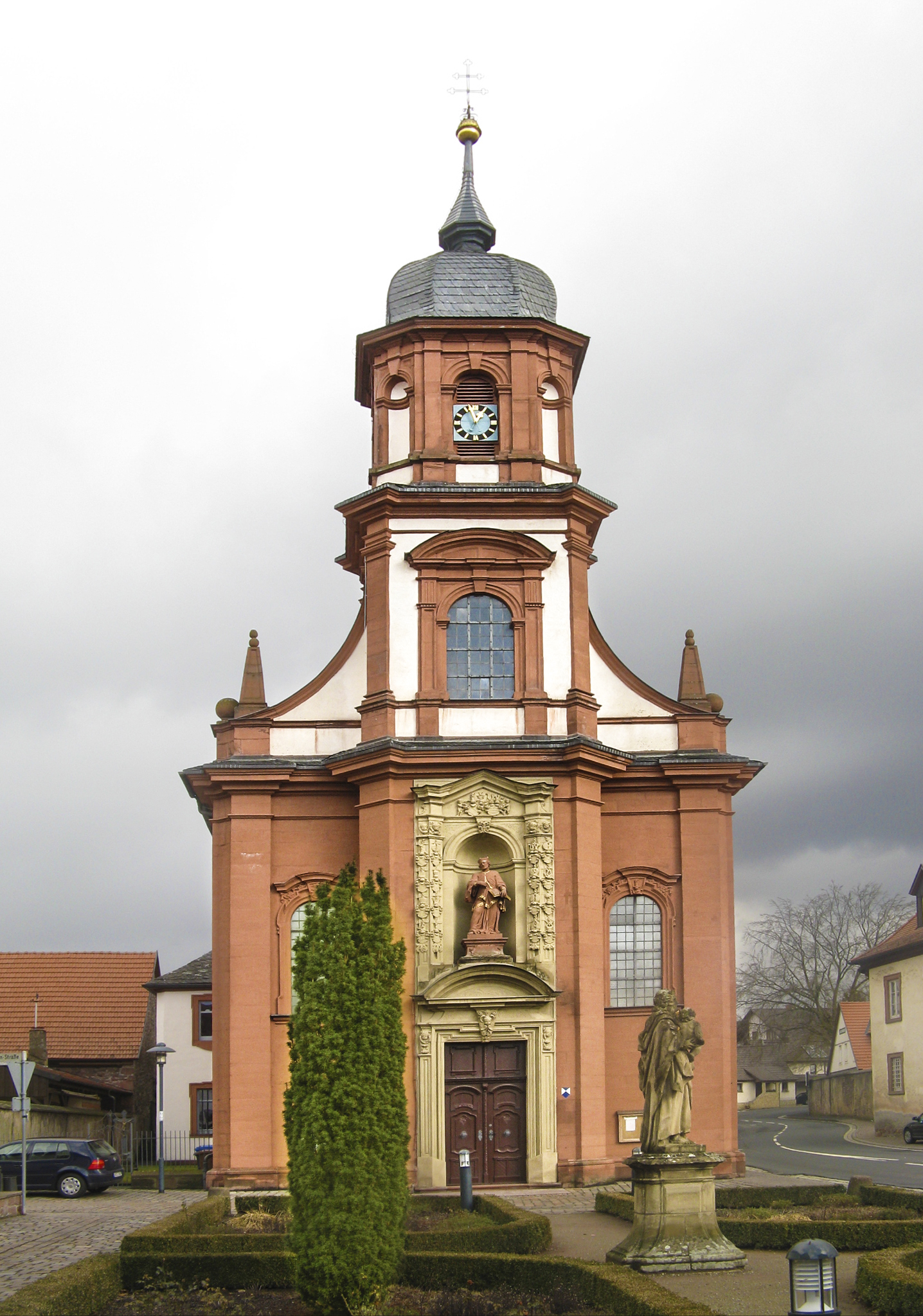
St. Josef

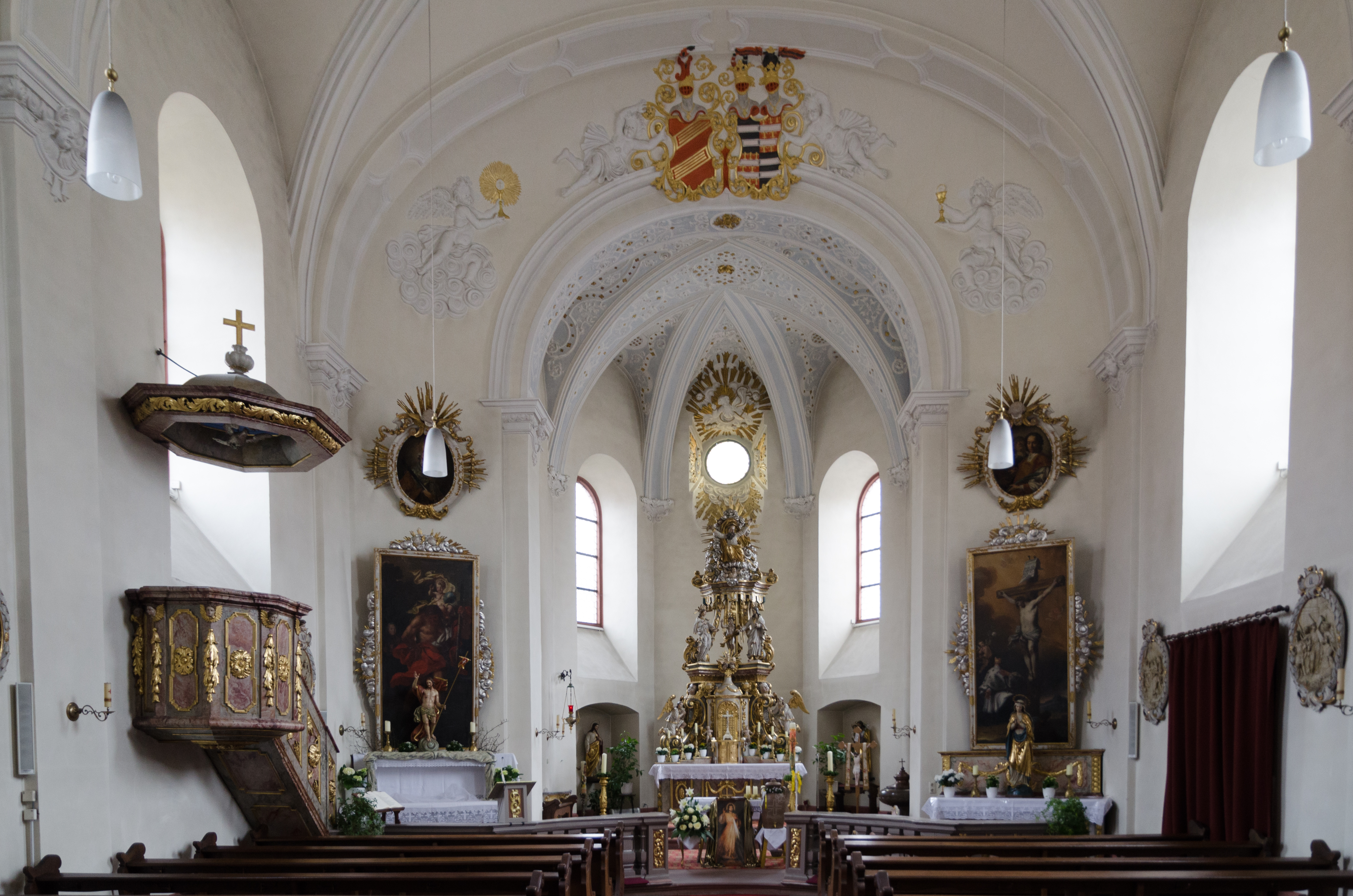
Innenraum

Im Stadtteil Steinbach von Lohr am Main steht in der Steinbacher Str. 16 die unter Denkmalschutz stehende Kirche St. Josef der Bräutigam. Sie gehört zur Pfarreiengemeinschaft 12 Apostel am Tor zum Spessart.

## Geschichte
Die in den Jahren 1719 bis 1721 erbaute barocke Einturmfassadenkirche St. Josef erinnert stilistisch an Balthasar Neumann und wurde diesem fälschlich auch lange zugeschrieben. Dies kommt nicht von ungefähr, denn ihr Architekt ist laut erhaltener Baurechnungen eindeutig Neumanns Lehrmeister und Amtsvorgänger als Hofbaumeister in Würzburg Joseph Greissing. Dieser handelte im Auftrag des Geheimrats in der Fürstbischöflichen Verwaltung Franz Ludwig von Hutten. Die Kirche wurde 1962 restauriert, wobei die ursprüngliche Farbgestaltung wiederhergestellt wurde.

## Baubeschreibung
Die einschiffige Saalkirche ist dreiachsig mit vorspringendem Turm. Die Westfassade sowie Pilaster und Gesimse bestehen aus rotem Sandstein. Blickfang des Portals ist die Statue des Johannes von Nepomuk, umgeben von 16 Familienwappen (doppelte Ahnenprobe) des Bauherrenehepaars Franz Ludwig von Hutten und Johanna Juliana von Bicken. Der Turm ist außen durch Lisenen gegliedert. Die Rundbogenfenster haben eine Profilumrahmung mit Keilsteinen und eine geschweifte Verdachung. Die Ecken des Turms sind abgeschrägt, die Schrägen mit Pilastern. Die Fenster im 2. Geschoss haben eine Segmentverdachung. Das darüber liegende Glockengeschoss ist achtseitig mit Rundbogennischen und rundbogigen Schallöffnungen. Die Sakristei (nicht aus der Entstehungszeit) wurde an der linken Chorseite der Kirche angebaut. Die Kirche steht unter Denkmalschutz.
Das Innere ist dreijochig mit einem weiß verputzten Langhaus mit flachem Tonnengewölbe und dreiseitigem Chor mit Kreuzjoch und Kappenabschluss; es ist durch Pilaster mit freien Rokokokämpfern gegliedert. (Im Chor sind die Pilaster nur gemalt, die Kämpfer aus Stuck.) Die Westempore steht auf Holzsäulen mit stuckierten Atlanten an den Wänden.
Die Stukkaturen im Chor sind als Bandwerk mit Akanthus ausgebildet, von goldenen Rosetten durchsetzt. Über dem Rundfenster des Chorhaupts Gott-Vater in Hochrelief, am Chorbogen vier Putten, die das Ehewappen Hutten–Bicken halten.

## Ausstattung
Die Ausstattung ist ebenfalls barock. Den dreistöckigen Hochaltar-Aufbau in Form eines Baldachins mit Voluten schmücken Skulpturen von Engeln, darüber das Jesuskind zwischen Maria und Josef; über diesen schwebt Gottvater im Strahlenkranz. Der Tabernakel ist klassizistisch (Ende 18. Jh.). Die Seitenaltäre zeigen auf Altarbildern mit geschnitzter Umrahmung einen Hl. Christophorus (links) und St. Johannes Nepomuk vor dem Kruzifix (rechts). Dieses Altarbild ist bezeichnet mit 1723 und trägt den Namen des Würzburger Hofmalers Anton Clemens Lünenschloß. Im Hintergrund ist ein Einsiedler mit Laterne zu sehen; es soll sich dabei um ein Porträt des Fürstbischofs Christoph Franz handeln. Der zierliche Orgelprospekt entstand um 1725 und zeigt das Wappen des Bauherrn Franz von Hutten, dessen Grabmal (* 24. August 1669, † 28. August 1728) sich an der südlichen Chorseite befindet und mit einer Inschrifttafel mit Ahnenwappen geschmückt ist. In der Kirche stehen drei Kruzifixe: Am Hochaltar silberner Korpus auf hölzernem Stamm (ca. 1738), am linken Seitenaltar elfenbeinerner, langgestreckter, weitgehend realistischer Korpus (Anfang 18. Jh.), am rechten Seitenaltar Korpus aus Alabaster (ebenfalls Anfang 18. Jh.). Die Kanzel, um 1700 entstanden, hat einen polygonalen Korpus mit sog. Zöpfen an den Ecken und Rosetten in den Feldern. Ein schmuckloses Marmorbecken aus der Entstehungszeit dient als Taufstein. Vor der Kirche liegt eine kleine Grünanlage.